# ريتش برينكلي
ريتش برينكلي (بالإنجليزية: Ritch Brinkley)‏ هو ممثل أمريكي، ولد في 18 مارس 1944 في الولايات المتحدة، وتوفي في 5 نوفمبر 2015.

## أعمال

### مسلسلات
- الجميلة والوحش
- جوال تكساس ووكر

## وصلات خارجية
- ريتش برينكلي على موقع IMDb (الإنجليزية)
- ريتش برينكلي على موقع ألو سيني (الفرنسية)
- ريتش برينكلي على موقع أول موفي (الإنجليزية)
- ريتش برينكلي على موقع قاعدة بيانات الأفلام السويدية (السويدية)
- ريتش برينكلي على موقع قاعدة بيانات الفيلم (الإنجليزية)
- ريتش برينكلي على موقع كينوبويسك (الروسية)
- ريتش برينكلي على موقع كينوبويسك (الروسية)